# Hodruša-Hámre
Hodruša-Hámre – wieś (obec) na Słowacji położona w kraju bańskobystrzyckim, w powiecie Žarnovica. Pierwsze wzmianki o miejscowości pochodzą z 1391 roku.
Według danych z dnia 31 grudnia 2012 roku, wieś zamieszkiwały 2242 osoby, w tym 1139 kobiet i 1103 mężczyzn.
W 2001 roku rozkład populacji względem narodowości i przynależności etnicznej wyglądał następująco:
- Słowacy – 93,39%
- Czesi – 0,51%
- Morawianie – 0,09%
- Niemcy – 0,09%
- Romowie – 5,38%
- Rusini – 0,04%
- Ukraińcy – 0,04%
- Węgrzy – 0,04%

Ze względu na wyznawaną religię struktura mieszkańców kształtowała się w 2001 roku następująco:
- Katolicy rzymscy – 65,83%
- Grekokatolicy – 0,34%
- Ewangelicy – 6,87%
- Ateiści – 23,93%
- Przedstawiciele innych wyznań – 0,09%
- Nie podano – 2,47%